# Высшая духовная семинария (Краков)
Высшая духовная семинария (пол. Wyższe Seminarium Duchowne Archidiecezji Krakowskiej ) — государственное высшее учебное заведение, католическая духовная семинария, находящаяся в городе Краков, Польша. Семинария готовит католических священников для краковской архиепархии и епархии Бельско-Живеца, которая не имеет собственной епархиальной семинарии.

## История
Семинария в Кракове была учреждена 20 декабря 1602 года краковским архиепископом кардиналом Бернардом Мациевским. До 1901 года семинаристы проживали и обучались на Вавеле. В 1899 году по инициативе краковского архиепископа кардинала Яна Пузыни и проекту архитектора Габриэля Невядомского началось строительство отдельного здания семинарии на улице Подзамковой. 28 сентября 1901 года состоялось торжественное открытие ещё не готового полностью здания семинарии. Строительство завершилось в 1902 году. Во время Первой и Второй мировых войн здание семинарии использовалось оккупантами.
В 1954 году было приобретено для семинарии было приобретено ещё одно здание для семинарии на улице Пилсудского, которое сегодня используется для семинаристов I и II курсов.
В настоящее время семинария является филиалом Папского университета имени Иоанна Павла II в Кракове.

## Ректоры
- Анатоль Новак (1901—1912);
- Марцель Сьлепицкий (1912—1914);
- Ян Мазанек (1914—1915);
- Ян Кожонкевич (1915—1920);
- Станислав Роспонд (1920—1927);
- Зигмунд Кулиг (1927—1930);
- Францишек Барда (1930—1931);
- Шимон Ганушек (1931—1939);
- Ян Пивоварчик (1939—1945);
- Кароль Козловский (1945—1961);
- Эугениуш Флоковский (1961—1970);
- Францишек Махарский (1970—1978);
- Станислав Новак (1978—1984);
- Ян Зайонц (1984—1993);
- Эдвард Станек (1993—2001);
- Юзеф Гуздек (2001—2004);
- Юэеф Морава (2004—2007);
- Гжегож Рысь (2007—2011);
- Роман Пиндель (2011 — по настоящее время).

## Известные выпускники
- Кароль Войтыла — Римский папа.